# Black Mirror (Computerspiel)
Black Mirror ist der erste Teil einer gleichnamigen, vierteiligen Point-and-Click-Adventure-Reihe, die thematisch Gothic-Horror-Elemente tangiert. Das Spiel stammt vom tschechischen Spieleentwickler Future Games und wurde im März 2003 veröffentlicht.

## Handlung
Die Handlung spielt im Jahre 1981 an einem Küsten-Landstrich in Großbritannien, nahe dem fiktiven Ort Willow Creek. Im Mittelpunkt des Spiels steht das alte Schloss Black Mirror (engl. für „Schwarzer Spiegel“), das sich seit Jahrhunderten im Besitz der adligen Familie Gordon befindet. Protagonist der Spielhandlung ist Samuel Gordon, jüngster männlicher Spross der Familie, welcher in Black Mirror aufwuchs und hier bis zum Feuertod seiner Frau zwölf Jahre zuvor lebte. Im Anschluss an das tragische Ereignis hatte er das Familienschloss verlassen und zunächst ohne Kontakt zum Rest seiner Familie weitab seines alten Stammsitzes gelebt. Erst der angebliche Freitod seines Großvaters William Gordon durch einen Sprung aus einem Fenster kann Samuel dazu bewegen, anlässlich der Beerdigung an den Ort seiner Kindheit zurückzukehren.
Samuel selbst glaubt nicht, dass sein Großvater Selbstmord begangen hat, noch dazu, ohne einen Abschiedsbrief zu hinterlassen. Er beginnt – teilweise sehr zum Missfallen seiner Familienmitglieder – nach den Hintergründen zu forschen. Je näher Samuel der Wahrheit kommt, desto stärker wird er in einen Strudel aus Wahnsinn und Mord gezogen und stößt dabei auf einen uralten Fluch, der auf der Familie lastet. Die Handlung wird dabei in sechs Akte unterteilt.

## Spielprinzip und Technik
Für Black Mirror setzten die Entwickler auf eine klassische Point-and-Click-Steuerung. Mit der linken Maustaste wird die Spielfigur auf dem Bildschirm bewegt. In jeder Spielszene befinden sich in der Regel mehrere Objekte, mit denen der Spieler ebenfalls mit Hilfe der linken Maustaste interagieren kann. Objekte, mit denen der Spieler interagieren kann, werden durch eine Veränderung des Mauscursors und das Einblenden der Objektbezeichnung sichtbar gemacht. Zu den Interaktionsmöglichkeiten zählen etwa die Betrachtung eines Objekts, das Aufheben eines Gegenstand oder das Starten einer Konversation mit einem anderen Charakter. In einigen wenigen Fällen können mit Hilfe der rechten Maustaste zusätzliche Informationen gewonnen und alternative Handlungsweisen ausgelöst werden. Die Erkenntnisse dieser Interaktionen werden durch vollvertonte Bildschirmtexte wiedergegeben.
Das Spiel bietet unterschiedliche Rätselarten, darunter Gegenstands-, Kombinations-, Schalter- und Apparaturenrätsel sowie Puzzleaufgaben wie beispielsweise die Rekonstruktion eines zerrissenen Fotos. Bei letzteren können die einzelnen Puzzleteile nicht nur verschoben, sondern auch per Mausklick gedreht werden, wodurch sich die Anzahl der Kombinationsmöglichkeiten erhöht. Gegenstände werden von der Spielfigur oft zur späteren Verwendung aufgenommen. Sie befinden sich dann als Bilddarstellung in einer Inventarleiste, die bei Bedarf durch Bewegen des Cursors an den unteren Bildschirmrand eingeblendet wird. Von dort aus können sie jederzeit mit anderen Objekten auf dem Bildschirm per Mausklick verknüpft werden. In wenigen Fällen können Inventargegenstände auch miteinander kombiniert werden.
Die Rätsel erstrecken sich häufig über mehrere Bildschirmszenen, was jeweils einen Szenenwechsel notwendig macht. Zur Beschleunigung dieser Übergänge können diese mit Hilfe eines Doppelklicks auf den Szenenausgang direkt ausgelöst werden, ohne dass sich die Spielfigur erst dorthin begeben muss. Diese Ausgänge können per Tastendruck optisch hervorgehoben werden. Für den Wechsel zwischen mehreren weit auseinander liegenden Szenerien steht dem Spieler im Verlauf des Spiels außerdem eine Gebietskarte zur Verfügung, mit der mehrere dazwischenliegende Szenen übersprungen werden können. Vielfach können Objekte erst dann aufgenommen bzw. werden weiterführende Informationen durch die Spielfigur erst dann erkannt, wenn bestimmte Gespräche oder Handlung zuvor durchgeführt wurden. So ist ein Schlüssel zwar gut sichtbar an einem Schlüsselbrett angebracht, doch erst die Nachfrage bei einer anderen Spielfigur ermöglicht die Interaktion mit dem Objekt. Das Spiel hat weiterhin die Eigenschaft, die Interaktionsmöglichkeiten für nicht mehr benötigte Objekte wieder auszublenden.
Wie viele Adventures dieses Zeitraums setzt auch Black Mirror auf eine Mixtur von 2D- und 3D-Grafik. Während die Hintergrundbilder der knapp 120 Lokalitäten zweidimensional gestaltet wurden, ist die Spielfigur als Polygon-Model in Echtzeit animiert und sämtliche NPCs, sowie einige Gegenstände als dreidimensionale Sprites. Für die Umweltanimationen wie Regen oder Windbewegungen kam eine Technik namens Environmental FX zum Einsatz.

## Produktionsnotizen
Der tschechische Originaltitel Posel Smrti bedeutet übersetzt Todesbote, international wurde das Spiel jedoch als Black Mirror oder The Black Mirror erst in vielen Ländern Europas, später dann auch in den Vereinigten Staaten, Mexiko und Kanada vermarktet. Als Inspiration für ihr Spiel gaben die Entwickler das Adventure Runaway an, für die Handlung Werke von Agatha Christie und Edgar Allan Poe.
Die Hauptfigur Samuel Gordon wurde weitgehend dem Schauspieler Johnny Depp nachempfunden, der mehrfach in Filmen mit okkulten oder Horrorthemen mitgewirkt hatte (Das geheime Fenster, Die neun Pforten, Sleepy Hollow), zu denen Black Mirror eine gewisse Ähnlichkeit besitzt. In der deutschen Sprachfassung übernahm mit David Nathan eine von Depps Standard-Synchronstimmen die Vertonung der Hauptfigur, und auch optisch gibt es Parallelen zwischen Samuel und dem Schauspieler. Auch für die restlichen Rollen wurden vom deutschen Publisher dtp zahlreiche bekannten Synchronsprecher verpflichtet.
Die deutsche Version des Spiels wurde im Vergleich zur tschechischen Originalversion in einigen Details angepasst. So existierte in der Originalversion die Möglichkeit, in eine spielerische Sackgasse zu geraten, die einen Neustart zwingend erforderlich machte. An einigen Stellen im Spiel zwang das Programm den Spieler zu vorgegebenen Wartezeiten, die ihn im ungünstigsten Fall zum Nichtstun verdammten. Am Ende des Spiels wurden außerdem einige Sätze in Sprachausgabe hinzugefügt.
Die erste deutsche Version des Spiels erschien 2004 auf zwei CD-ROMs. Ihr folgte 2005 eine Special Edition auf einer DVD, die zusätzlich zum Spiel einige Gimmicks enthielt. Alle auf Datenträger erschienenen deutschen Fassungen von Black Mirror sind sowohl durch den umstrittenen StarForce-Kopierschutz als auch durch einen Freischaltcode gegen Vervielfältigung geschützt. Seit dem 17. Juni 2014 kann das Spiel auch über die digitale Spieleplattform Steam bezogen werden. In der dort angebotenen Version wird lediglich die plattformeigene, auf Online-Lizenzvalidierung basierende Kontobindung als Kopierschutz eingesetzt.
Im September 2020 erschien im Verlagshaus Schlosser der auf dem Spiel basierende Roman Black Mirror: Der dunkle Spiegel der Seele des Autors Michael Lippold.

### Synchronisation
| Rolle             | deutscher Sprecher   | englischer Sprecher | Beschreibung                              |
| ----------------- | -------------------- | ------------------- | ----------------------------------------- |
| Samuel Gordon     | David Nathan         | Tony Daniels        | Protagonist                               |
| Victoria Gordon   | Ursula Sieg          | Marcia Bennett      | Samuels Großmutter und Gattin von William |
| Robert Gordon     | Bernd Stephan        | Patrick Garrow      | Sohn von William, Samuels Onkel           |
| Eleanor Gordon    | Angela Stresemann    | Jennifer Brass      | Samuels Großtante, Ehefrau von Richard    |
| Richard Gordon    | Rolf Becker          |                     | Samuels Großonkel, Ehemann von Eleanor    |
| William Gordon    | Rolf Jülich          | Daniel Cash         | Samuels verstorbener Großvater            |
| Bates             | Jörg Gillner         | Wally Michaels      | Butler der Gordons                        |
| Doktor Hermann    | Hans Sievers         | Thomas Hauff        | Familienarzt der Gordons                  |
| James             | Martin May           | Robert Hawkins      | Williams unehelicher Sohn                 |
| Inspektor Collier | Gernot Endemann      | Damon Redfern       | ermittelnder Polizist                     |
| Morris            | Joscha Fischer-Antze | Robert Hawkins      | Stallknecht                               |

### Fortsetzungen
2009 und 2011 veröffentlichte der deutsche Publisher dtp zwei von seinem hausinternen Entwicklerstudio Cranberry Production entwickelte Nachfolger. Parallel zur Veröffentlichung von Black Mirror 2 erschienen beim deutschen Hörspiellabel Lübbe Audio zwei Hörspiele zum ersten Teil. Dabei handelt es sich zum einen um eine Hörspiel-Umsetzung von Black Mirror – Der dunkle Spiegel der Seele (erschienen am 25. September 2009), zum anderen um eine Vorgeschichte mit dem Titel Black Mirror – Das Geheimnis der Gordons (erschienen am 14. November 2009), die sich mit den Ereignissen vor dem Tod von Samuels Frau Cathrin Gordon beschäftigt. Im April 2014 verkaufte die mittlerweile insolvente dtp Entertainment die Markenrechte an Black Mirror an den schwedischen Publisher Nordic Games, der 2017 einen weiteren Teil der Spieleserie veröffentlichte.

#### Black Mirror 2
Die erste Fortsetzung wurde Ende September 2009 unter dem Titel Black Mirror 2 für Windows veröffentlicht und wurde nicht mehr von Future Games entwickelt, sondern von dem zu dtp gehörenden deutschen Entwicklungsstudio Cranberry Production. Inhaltlich setzt es zwölf Jahre nach den Geschehnissen des ersten Teils an. Tausende Meilen entfernt von Willow Creek, im amerikanischen Biddeford, Maine, jobbt der Student Darren Michaels während seiner Semesterferien in einem Fotogeschäft, bis sein ruhiges Leben eine schicksalhafte Wendung erfährt. Kern der Handlung von Black Mirror 2 ist eine Romanze zwischen Protagonist Darren und einer Kundin namens Angelina. Bei ihrem ersten Zusammentreffen drängt sich Darren der Verdacht auf, dass Angelina verfolgt und bedroht wird. Als Angelina plötzlich aus Biddeford verschwindet, beginnt Darren in Willow Creek Nachforschungen anzustellen und sucht dabei aus dem Vorgänger bekannte Orte auf. Durch unzählige Morde und einen mysteriösen Orden stellt Darren unfreiwillig fest, dass an dem Fluch der Gordons mehr dran ist, als er zuerst glauben wollte.
Black Mirror 2 setzt ebenfalls auf eine Mixtur aus 2D-Hintergründen und 3D-Charakteren, wofür die Entwickler die Vision-Engine des deutschen Anbieters Trinigy nutzten.

#### Black Mirror 3
Der dritte Teil der Adventure-Serie, ebenfalls von Cranberry Production entwickelt, erschien am 4. Februar 2011 für Windows. Die Handlung knüpft sieben Minuten nach den Geschehnissen von Black Mirror 2 an. Der völlig verstörte Darren (nun Adrian Gordon) wird vor dem noch brennenden Schloss seiner Familie in Gewahrsam genommen, weil er verdächtigt wird für den Brand und den Tod Unschuldiger verantwortlich zu sein. Nach drei Wochen kommt er frei, da eine anonyme Person die Kaution für ihn zahlt. Beim Versuch seine Unschuld zu beweisen, beginnt er, selbst an dieser zu zweifeln. Sich des beginnenden Wahnsinns erwehrend bleibt ihm nur eine Wahl: den Fluch der Familie Gordon zu brechen oder sein letztes Opfer zu werden. Grafisch ähnelt das Spiel Black Mirror 2, bietet also wieder 3D-Objekte und Figuren vor einem vorgerenderten Hintergrund.

#### Black Mirror (2017)
2014 kaufte der schwedische Publisher und Entwickler Nordic Games die Markenrechte an Black Mirror von der insolventen Dtp Entertainment auf. Der vierte Teil der Serie, ein schlicht Black Mirror benanntes Prequel, das die Vorgeschichte der Gordons im Jahr 1926 behandelt, wurde im August 2017 angekündigt und im November desselben Jahres veröffentlicht. Der Entwickler war das deutsche Studio King Art. Im Mittelpunkt des Spiels steht David Gordon, der nach dem Selbstmord seines Vaters zum Familiensitz in Schottland reist und dort die Hintergründe des Todes seines dem Okkultismus zugewandten Vaters zu ermitteln. Neben den klassischen Point-and-Click-Elementen sollen diese Erscheinungen auch neue Spielmechaniken ins Spiel einbinden. Im Gegensatz zu den vorgerenderten Hintergründen seiner Vorgänger verfügt das 2017er-Reboot über eine in Echtzeit berechnete 3D-Spielumgebung.

## Rezeption
Black Mirror erhielt schlechte bis mittelmäßige Bewertungen. Die Rezensionsdatenbank Metacritic aggregiert 21 Rezensionen zu einem Mittelwert von 58.
Die deutschsprachige Version erfreute sich hingegen guter Kritiken. Das Fachmagazin Adventure-Treff lobte die „mysteriöse“ Story des Spiels, an der nur das abrupte Ende störe, sowie die detaillierten und animierten Hintergrundgrafiken, die über „leicht hölzerne und unbeholfene“ Animationen der Charaktere hinwegsehen ließen. Besonders positiv stellte das Magazin die deutsche Synchronisation heraus. Das gute Abschneiden in der deutschen Fachpresse wurde auch von anderen Magazinen mit der gelungenen Synchronisation begründet. Die professionelle Leistung der deutschen Sprecher unterstreiche atmosphärisch sehr gut die spannende Handlung. Auch der Entwickler zeigte sich im Vergleich unzufrieden mit der Qualität der englischen Sprachausgabe.
Im selben Maße gelobt wurde die Begleitmusik. Die mysteriöse Handlung besitze Parallelen zu den Kurzgeschichten Edgar Allen Poes wie etwa Der Untergang des Hauses Usher oder Der Doppelmord in der Rue Morgue. Das Rätseldesign wurde als zumeist logisch und fair bezeichnet, bemängelt wurden lediglich die unnötigen Rechtsklick-Aktionen und dass viele Objekte erst nach entsprechenden Dialogen als interagierbare Objekte sichtbar werden. Auch sei das Spiel mitunter zu sparsam mit Hinweisen auf die Lösung eines Rätsels. Durch das Fehlen einer Tagebuchfunktion falle es schwer, einen Überblick über die wichtigsten Ereignisse und Zwischenschritte zu behalten. Kritisiert wurden weiterhin die zahlreichen notwendigen Szenenwechsel, die das Spiel insbesondere zu Beginn unnötig in die Länge zögen. Gleichzeitig wurde dem Spiel zugutegehalten, dass diese dank direktem Szenenwechsel mit Hilfe eines Doppelklicks erträglich seien.
Die Grafik wurde als veraltet gewertet und die Animationen der Figuren als steif bezeichnet. Die einzelnen Bildszenen zeichneten sich aber auch durch detaillierte Kulissen und eine stimmige Untermalung in Form von Wetterereignissen und Ähnlichem aus.
Das Fachmagazin Adventure Gamers ordnete Black Mirror 2011 in seiner Liste Top 100 All-Time Adventure Games auf Platz 83 ein.